# Curt Götlin
Curt Götlin (né le 28 juin 1900 à Karlshamn, mort le 15 mars 1993) est un photographe suédois.

## Biographie
Il fait des études techniques à Västeras, et commence à photographier en 1917. En 1925, il voyage en Allemagne où il étudie avec le photographe Nicola Perscheid à Berlin. En 1927 il ouvre son propre studio et se spécialise dans le portrait.
Il est également collectionneur, et publie en 1968 une étude Photographie à Orebo au 19e siècle.

## Expositions
- 1927 : Budapest
- 1942 : Copenhague
- 1944 : Stockholm
- 1946 : Exposition itinérante en Norvège et en Suède
- 1949 : Premier salon international de la photographie à Copenhague
- 1953 : Salon of Pictural Photography, Calcutta, Inde
- 1955 : Japan Salon of Photography, Tokyo

## Collections
- Fotografiska Museet, Moderna Museet, Stockholm

## Galerie

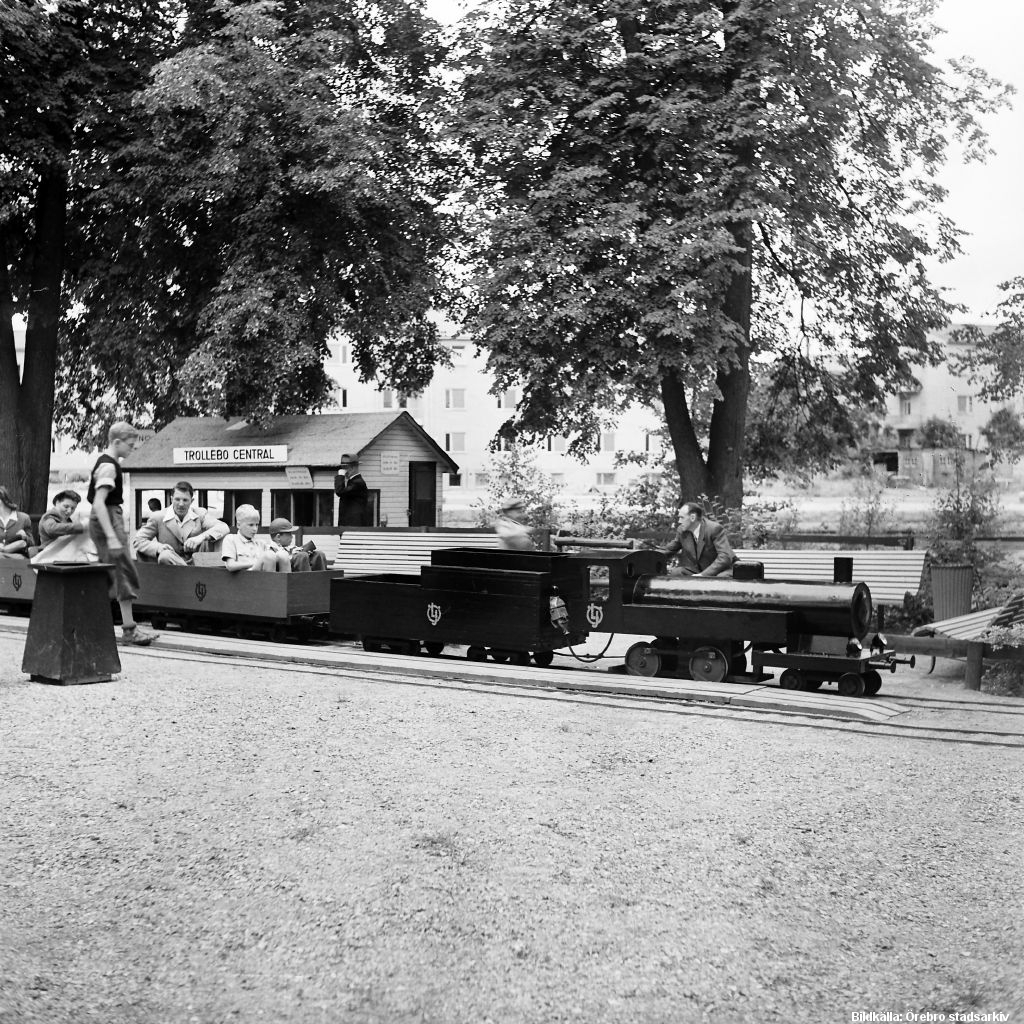
Photographe de Curt Götlin (1950)
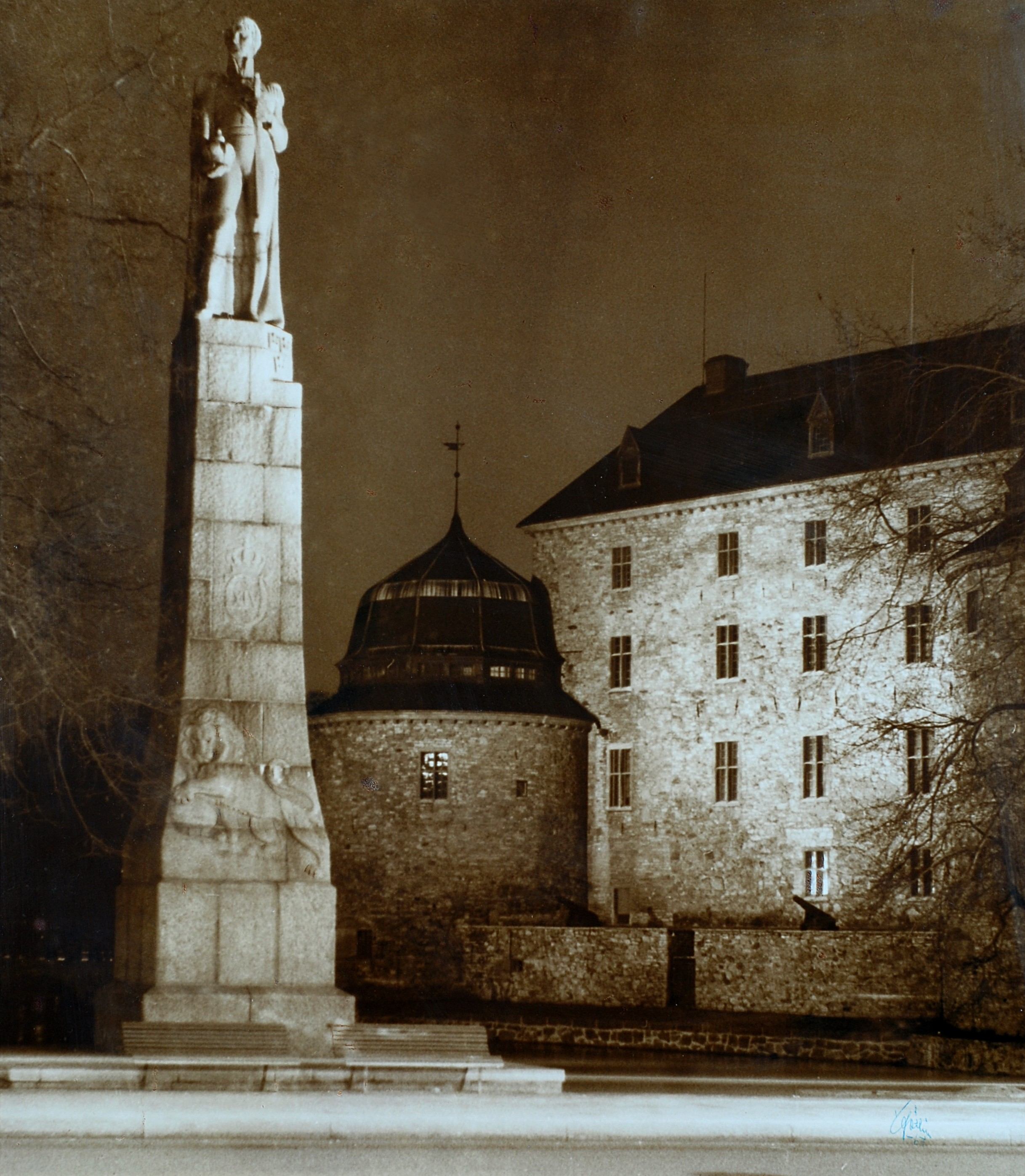
Photographie (1964)
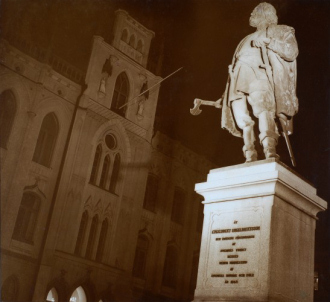
Statue d'Engelbrekt Engelbrektsson